# Het Apeldoornsche Bosch

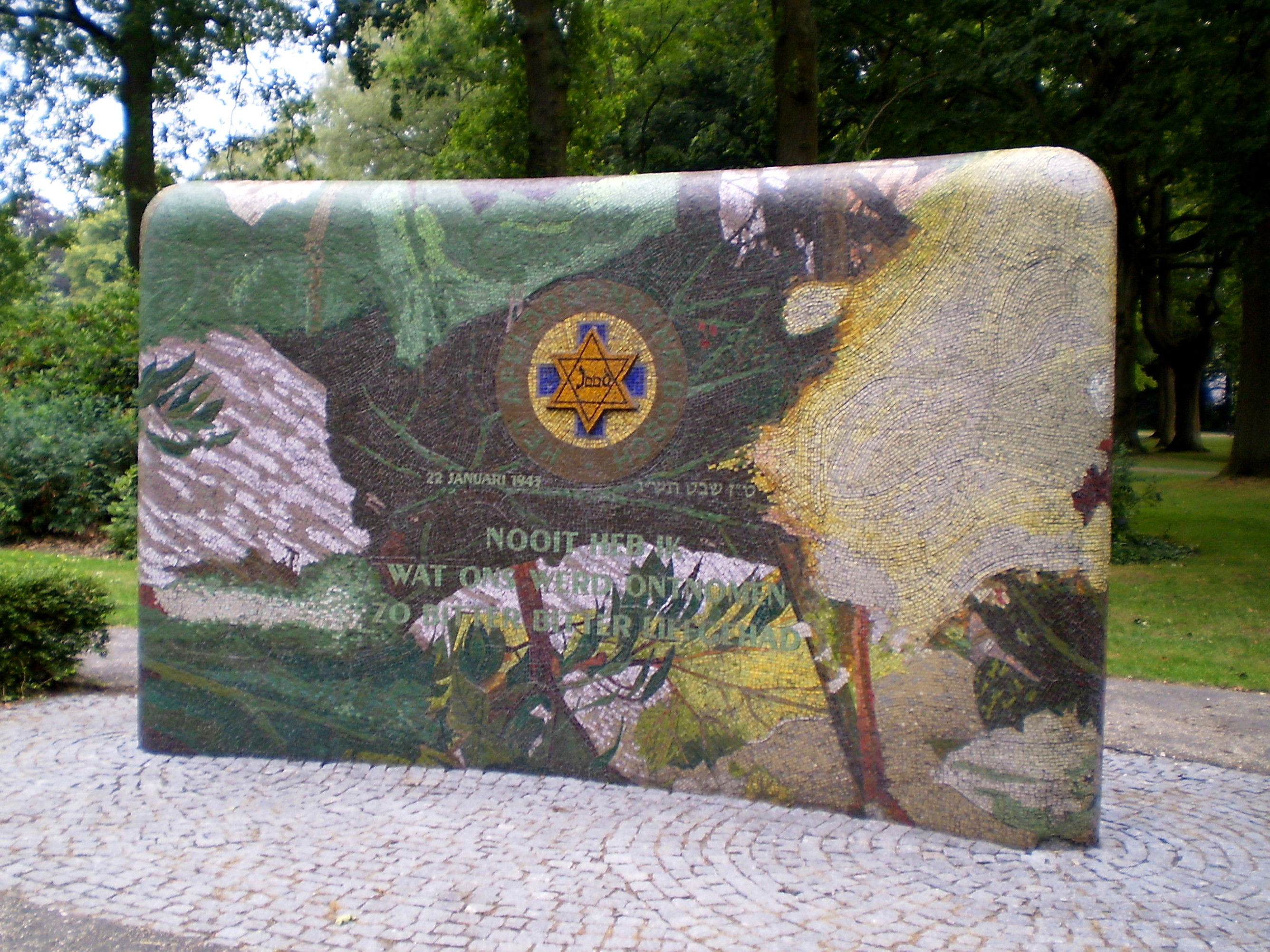
Mahnmal im Prinsenpark (2010)

Het Apeldoornsche Bosch war von 1909 bis 1943 eine psychiatrische Klinik für jüdische Patienten im niederländischen Apeldoorn.
Während der deutschen Besetzung der Niederlande im Zweiten Weltkrieg wurden im Januar 1943 über 1200 Menschen – Patienten und Pflegekräfte – von hier in das Konzentrationslager Auschwitz oder andere nationalsozialistische Lager deportiert, wo sie fast alle im Zuge des Holocausts in den Niederlanden ermordet wurden.

## Geschichte

### Von den Anfängen bis 1943

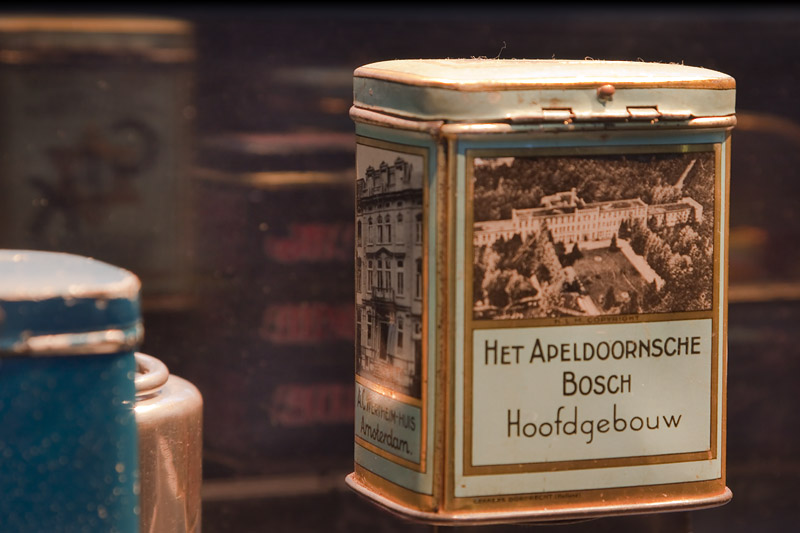
Dose zur Sammlung von Spenden für die Klinik, ausgestellt im Jüdischen Museum Amsterdam in Amsterdam

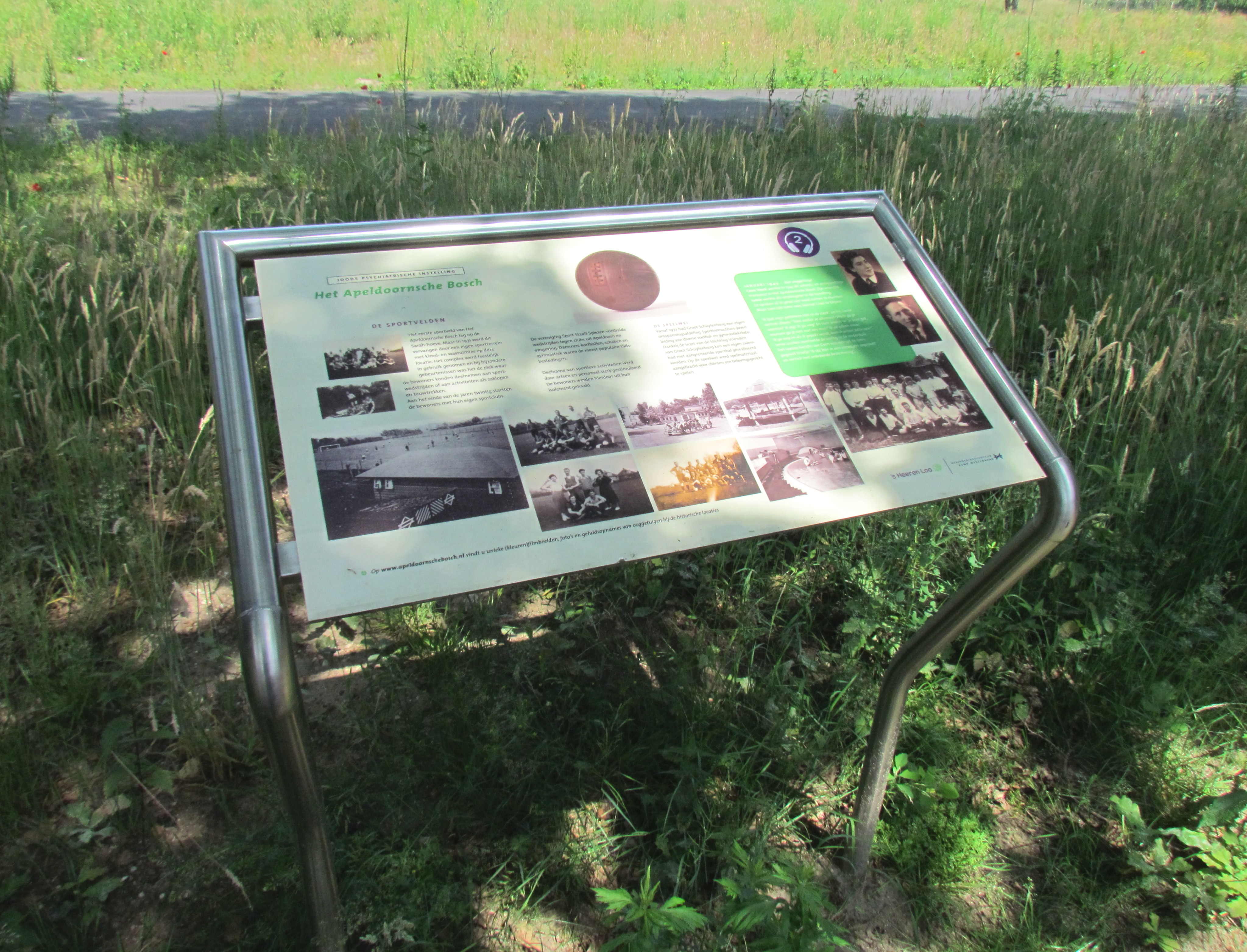
Informationstafel zu Achisomog auf dem heutigen Gelände (2018)

Die psychiatrische Klinik Het Apeldoornsche Bosch ging am 24. Mai 1909 in Betrieb. Ihr hebräischer Name lautete Mesjiev Nefesj. Auf demselben Gelände wurde 1925 das Paedagogium Achisomog (Achisomog = „meinem Bruder zur Unterstützung“) für verhaltensauffällige und geistig behinderte jüdische Kinder eröffnet. Beide Einrichtungen gehörten zum Centraal Israëlitische Krankzinnigengesticht („Zentrale Israelitische Irrenanstalt“), das 1898 gegründet worden war. Ziel war, jüdische Menschen mit seelischen und geistigen Erkrankungen in einer jüdischen Umgebung zu betreuen. Die Anlage bestand aus einem Hauptgebäude und Pavillons und wurde nach und nach mit weiteren Pavillons erweitert. Das weiträumige 36 Hektar große Gelände lag in einer bewaldeten (bosch) Umgebung östlich außerhalb des Zentrums von Apeldoorn. Von den Apeldoornern wurde sie Jodenbosch genannt.
Die Einrichtung entwickelte sich zur größten ihrer Art in den Niederlanden und galt als modern und wegweisend. Das zentrale Konzept war rust, orde en overzicht („Ruhe, Ordnung und Übersicht“). Im Gegensatz zu anderen ähnlichen niederländischen Einrichtungen konnten die Patienten, die dazu in der Lage waren, in verschiedenen Werkstätten oder in der Küche arbeiten. Kunst, Musik und Sport waren ebenfalls Teile des Programms, und es gab Gärten zur Selbstversorgung. Durch die Größe des Geländes hatten die Patienten die Möglichkeit, sich relativ frei zu bewegen. Darüber hinaus konnten sie auch die Erlaubnis zum Verlassen des Klinikgeländes erhalten. In der Einrichtung wurde wissenschaftlich geforscht und von 1930 bis 1940 die eigene Zeitschrift de Boschblaadjes herausgegeben. Es gab eine Synagoge und einen Rabbiner. In Apeldoorn selbst formierte sich die Gruppe Bigdee Jesja, die Patienten betreute und mit Kleidung und Lebensmitteln versorgte. Auch für die Kinder von Achisomog gab es eine Gruppe von Unterstützern.
Bei der Eröffnung gab es 235 Patienten, 67 Mitarbeiter und zwei Ärzte. 1921 war die Zahl der Patienten auf 542 angewachsen und die der Mitarbeiter auf 144. Ab den 1930er Jahren kam eine wachsende Zahl von jüdischen Flüchtlingen aus Deutschland in die Klinik, viele von ihnen ohne psychische Erkrankungen. 1939 hatte die Einrichtung offiziell 762 Patienten, tatsächlich waren es über 900.
Nach der Besetzung der Niederlande durch die deutsche Wehrmacht am 10. Mai 1940 tauchten zahlreiche jüdische Menschen in Het Apeldoornsche Bosch unter, da sie hofften, dort sicher vor Verfolgung zu sein. Im Oktober 1941 waren 1549 Menschen in der Anstalt registriert, insgesamt 250 Menschen mehr als vom Platz her vorgesehen. Da die Klinik etwas abgelegen lag, scheinbar fern von den politischen Entwicklungen unter deutscher Besatzung und den Anfängen der Judenverfolgung in den Niederlanden, ermöglichte sie den Bewohnern ein zunächst ungestörtes Leben. Diese glaubten sich daher, wie sie selbst sagten, im Jodenhemel (Judenhimmel).
Zum April 1942 mussten auf Anordnung der deutschen Behörden alle nichtjüdischen Mitarbeiterinnen und Mitarbeiter, rund ein Drittel des Personals, die Einrichtung verlassen, wodurch sich die Arbeitsbelastung für das zurückgebliebene Personal erhöhte. Zum Ausgleich wurden auf die Schnelle junge jüdische Mädchen aus Amsterdam ohne Ausbildung eingestellt.

### Räumung und Massenmord

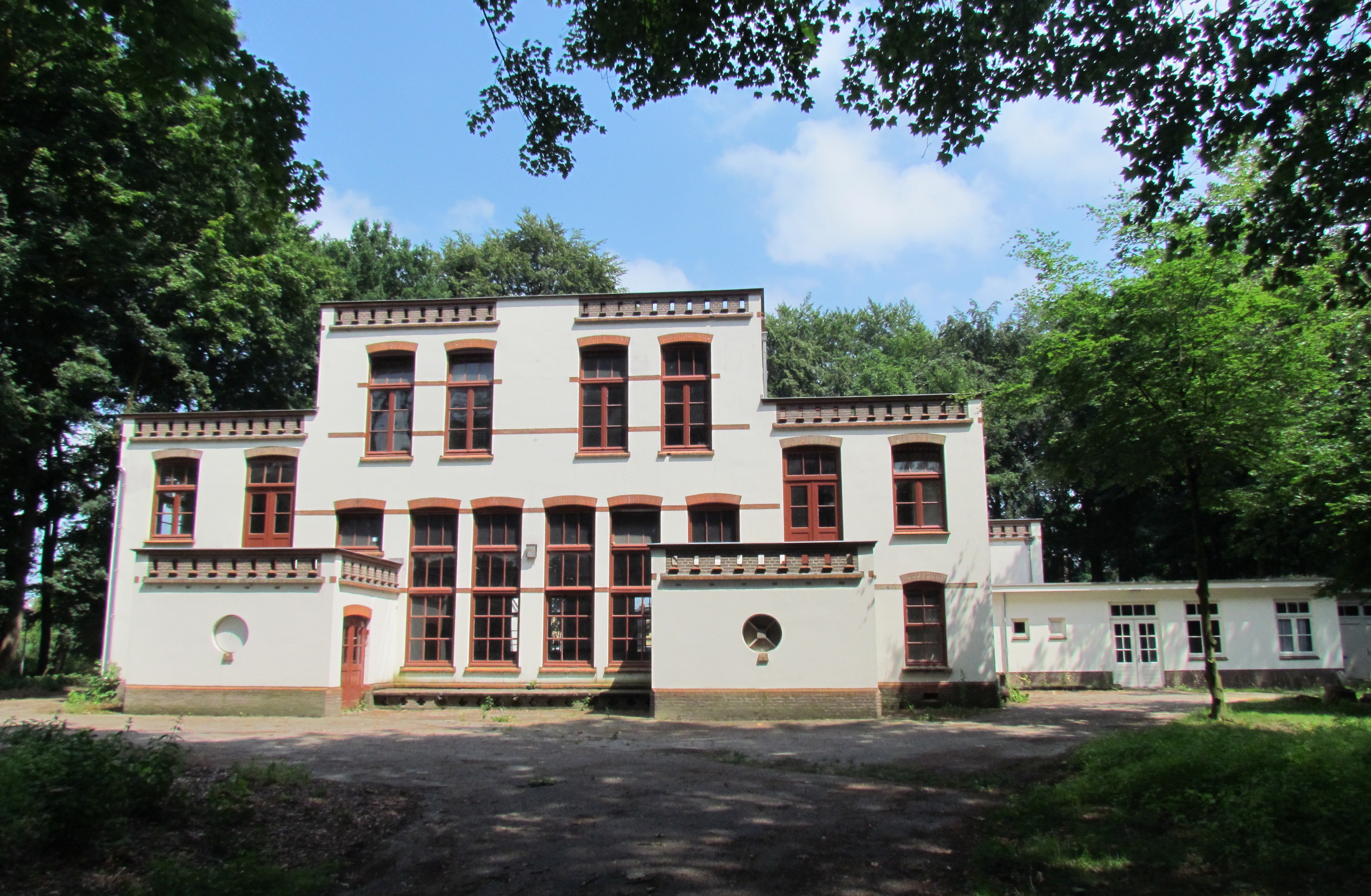
Gebäude A (2018)

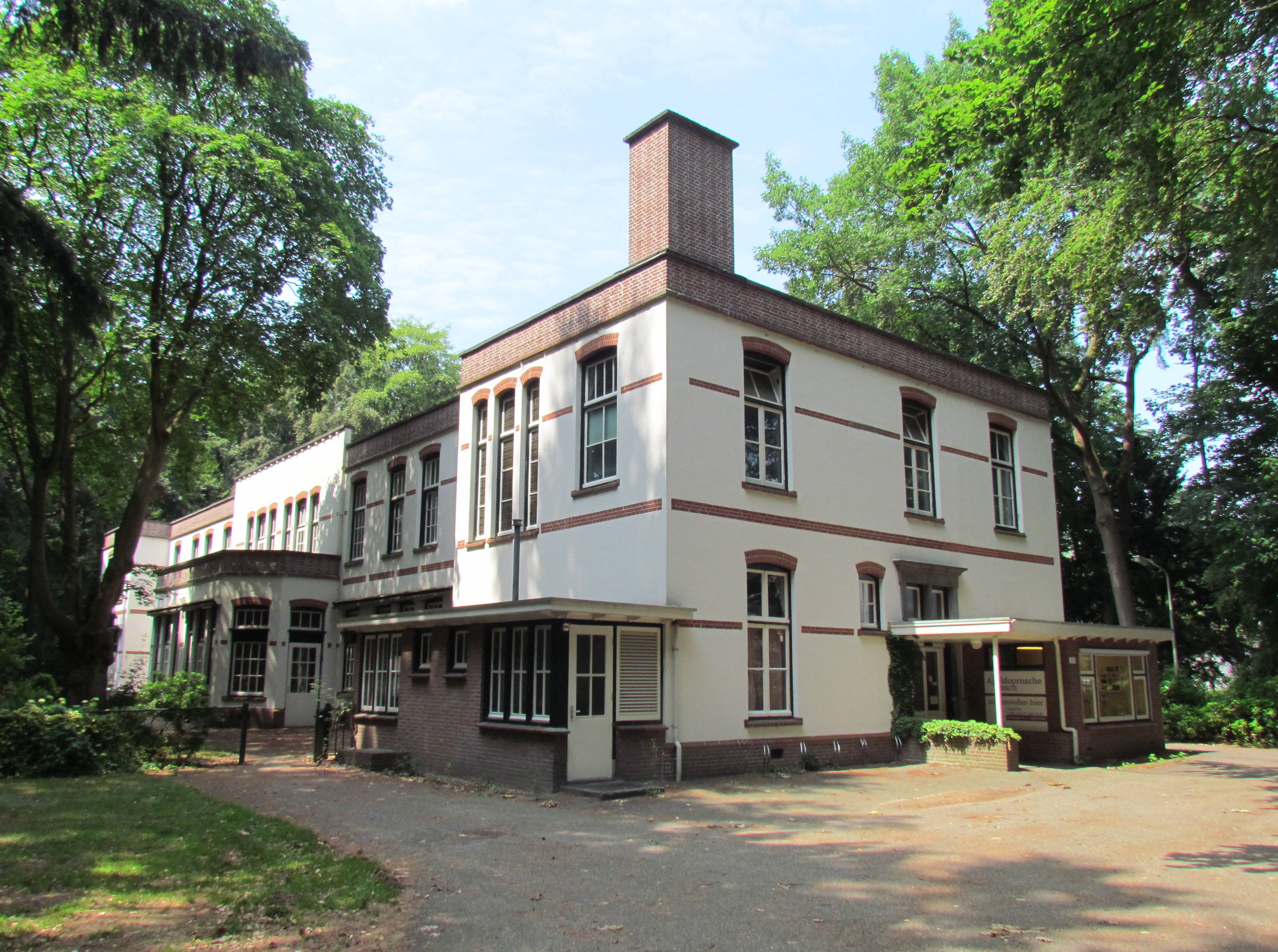
Haus Hannah (2018)

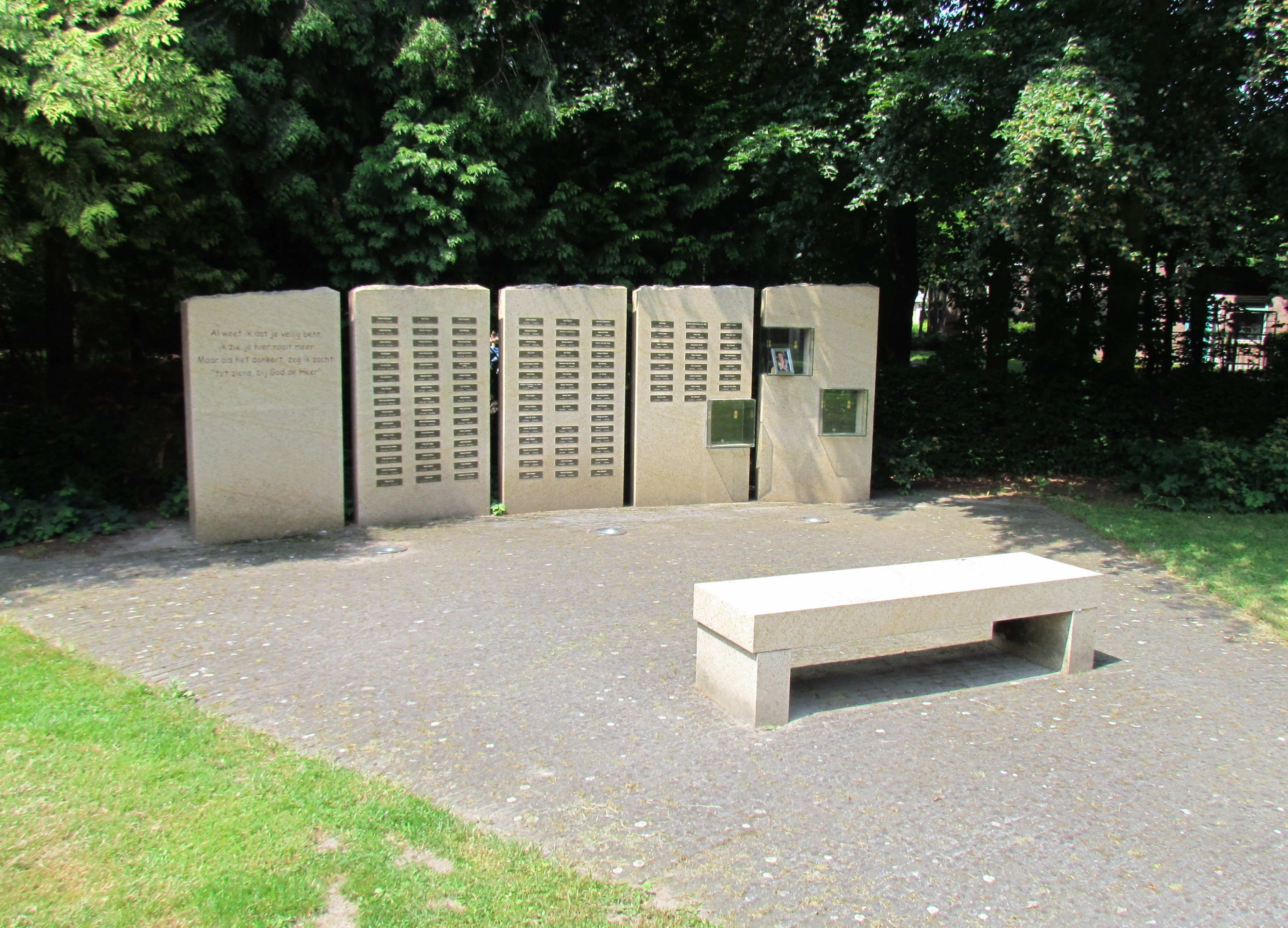
Gedenkort am Pavillon G (2018)

Ab November 1942 wurde der Leiter der Klinik, Jacques Lobstein (1883–1945), mehrfach von Arie Audier, einem Arzt aus Assen und Mitglied der Nationaal-Socialistische Beweging (NSB), gewarnt, dass Het Apeldoornsche Bosch geräumt werden solle, um die Gebäude zu anderen Zwecken, etwa für die Wehrmacht, zu nutzen. Audier, der die staatliche Aufsicht über die psychiatrischen Anstalten hatte, erhielt diese Information unter größter Geheimhaltung von seinem Vorgesetzten, Obermedizinalrat Gero Reuter. Lobstein glaubte Audier nicht und traf keinerlei Vorkehrungen, aber sein Kollege Nico Speijer nahm die Warnung ernst und alarmierte die Mitarbeiter, so dass viele leicht Erkrankte und mehrere Mitarbeiter die Klinik verließen. Im Dezember 1942 drängte der Reichsgesundheitsführer Leonardo Conti per Telex den Reichskommissar für die Niederlande Arthur Seyß-Inquart, „dieses Apeldoorn“, das bisher mit Juden belegt sei, „freizumachen“, damit es als Lazarett für deutsche Soldaten genutzt werden könne. Kopien des Fernschreibens gingen an den SS- und Polizeiführer „Nordwest“ Hanns Albin Rauter, Wilhelm Harster, Befehlshaber der Sicherheitspolizei und des SD (BdS) in den Niederlanden, und Friedrich Wimmer, Generalkommissar für Verwaltung und Justiz.
Nach einer späteren Aussage von Wilhelm Harster habe der SS-Obersturmbannführer im Reichssicherheitshauptamt (RSHA) Adolf Eichmann über Wilhelm Zoepf, Judenreferent in Den Haag und ehemaliger Schulfreund von Harster, den Befehl zu der Aktion an ihn selbst weiter gegeben und er, Harster, habe ihn im Auftrag Rauters an Ferdinand aus der Fünten weitergeleitet. Bei den Nederlandse Spoorwegen ließ man einen „Sonderzug“ zusammenstellen, der – angeblich auf Eichmanns persönliche Anweisung hin – die jüdischen Menschen nicht, wie sonst üblich, zunächst in das Durchgangslager Westerbork, sondern auf direktem Wege nach Auschwitz fahren sollte.
Am 11. Januar 1943 kam Ferdinand aus der Fünten von der Zentralstelle für jüdische Auswanderung in Zivil zu einer „Inspektion“ in den Apeldoornsche Bosch. Bei dieser Gelegenheit übergab ihm Lobstein einen Lageplan der Gebäude und führte ihn herum, um ihn zu überzeugen, dass die Patienten gut untergebracht seien. Diese Informationen erleichterten den Deutschen letztlich die spätere Räumung.
Am Mittwoch, den 20. Januar, traf Albert Konrad Gemmeker, Kommandant des Lagers Westerbork, mit 100 Angehörigen des Ordediensts (OD) in der Klinik ein, einer Gruppe von niederländischen und deutschen Juden, die im Lager als Ordnungskräfte eingesetzt wurden (nicht zu verwechseln mit der Widerstandsgruppe Ordedienst). Dabei war der Lagerarzt Fritz Spanier. Lobstein wurde mitgeteilt, dass die Männer auf dem Weg nach Amsterdam seien und nur über Nacht bleiben würden.
Am Abend dieses Tages wurde Lobstein von dem zuständigen Bahnbeamten des Bahnhofs Apeldoorn, Harmannus Kalkema, darüber informiert, dass dort ein Zug mit 40 Waggons angekommen sei. Nach anderen Angaben soll der Zug aus 25 bis 29 Waggons bestanden haben, darunter sechs Personenwagen, der Rest Güterwagen. Lobstein musste erkennen, dass er bisher in „einer Illusion gelebt hatte“, und informierte nun offiziell seine Mitarbeiter. Die Männer vom OD ließen es zu, dass in der Nacht weitere Mitarbeiter (ca. 175) und Patienten (ca. 80) die Anstalt verließen. Der Bahnbeamte Kalkema selbst brachte noch zwei ihm bekannte Patienten aus der Klinik fort. Oberpfleger De Groot und seine Frau begingen Suizid.
In der Nacht zu Freitag, dem 22. Januar 1943, wurde Het Apeldoornsche Bosch von Angehörigen der Ordnungspolizei umstellt. Zuvor waren die letzten 80 noch in Apeldoorn lebenden Juden auf das Gelände gebracht worden. Aus der Fünten, in Begleitung von weiteren SS-Männern, leitete die Aktion mit den Worten ein: „Ich übernehme die Leitung der Anstalt.“ Neben Gemmeker und aus der Fünten waren weitere hohe NS-Funktionäre vor Ort, darunter auch Zoepf. Die Patienten, so aus der Fünten, würden in ein Krankenhaus nach Deutschland verlegt, die Mitarbeiter hingegen sollten in den Niederlanden bleiben. Auf den Einwand, dass nicht alle Menschen transportfähig seien, antwortete er: „Alle Patienten sind für uns transportfähig“. 20 Mitarbeiter meldeten sich freiwillig als Begleitung, 30 weitere wurden von aus der Fünten bestimmt. Ihnen wurde zugesagt, dass sie nach ihrer Rückkehr Stellen in Krankenhäusern bekommen sollten.
Aus der Fünten ließ sich von Leo de Wolff (1912–1945), Mitglied des Judenrats Amsterdam, das vor Ort vorhandene Bargeld der Klinik – 4821,18 ½ Gulden – aushändigen, wovon er 4610,83 Gulden an die Scheinbank Lippmann, Rosenthal & Co. Sarphatistraat weiterleitete, also 200 Gulden weniger. Kommentar des Historikers Jacques Presser: „Der Leser mag jetzt denken, was er will.“ Die Ärzte und das höhere Pflegepersonal wurden in den Speisesaal gesperrt, und das Telefon wurde abgeschaltet. Später bediente ein deutscher Soldat die Telefonzentrale. Als besorgte Menschen anriefen, um sich nach dem Verbleib ihrer Angehörigen zu erkundigen, soll er den Anrufern mitgeteilt haben: „Der ist im Himmel. Heute Morgen hochgeflogen.“ Währenddessen wurden die rund 1000 Menschen – darunter 869 erwachsene Patienten und 94 Kinder – „schreiend, wie Vieh“ in bereitstehende Lastwagen gepfercht. Etliche Patienten befanden sich in Zwangsjacken, andere trugen nur ihre Schlafanzüge oder waren ganz nackt – es war Januar und es herrschten fünf Grad –, viele von ihnen verwirrt. So wurden Patienten mit ihren Matratzen in die schon vollen Wagen gequetscht oder andere Menschen über sie gestapelt und die Türen gewaltsam geschlossen.
Arie Audier soll heftig bei aus der Fünten protestiert haben, worauf dieser geantwortet habe, er solle den Mund halten, sonst würde er mitdeportiert. Als der vor Ort anwesende Gemeindearzt von Amsterdam, Arie Querido, aus der Fünten zu überzeugen versuchte, dass die Kinder aus Achisomog keine kranken Patienten seien, antwortete dieser: „Sie sind alle asozial, sie müssen weg.“ Unter den Patienten befand sich der gleichnamige geistig behinderte Vetter von Querido und Sohn des Schriftstellers Israël Querido, der seit dem Tod seines Vaters im Jahre 1932 in der Einrichtung lebte.
Mit den Lastwagen wurden die Menschen – man geht heute von 1069 Deportierten aus – in mehreren Fuhren in hoher Geschwindigkeit zum Bahnhof Apeldoorn gefahren und in die bereitstehenden Waggons verladen. Einige Patienten fielen dabei zwischen Bahnsteig und Zug auf die Schienen, andere klammerten sich an den Türrahmen fest, so dass die „grünen Männer [die Ordnungspolizei] alles andere als zimperlich“ vorgingen, um die Waggontüren zu schließen. Das Pflegepersonal wurde getrennt in einem abgeschlossenen Waggon untergebracht. Später sah Querido, dass der vorbereitete Proviant, Gepäck und Medikamente in der Klinik zurückgelassen worden waren.
Die Fahrt nach Auschwitz, auf der schon einige Patienten starben, dauerte drei Tage. Ein niederländischer Augenzeuge am Zielort berichtete später, es sei „einer der schrecklichsten Transporte aus Holland“ gewesen, die er gesehen habe. Viele der psychisch kranken Patienten hätten bei der Ankunft in Auschwitz in Verwirrung und Panik versucht, Absperrungen zu durchbrechen, und seien auf der Stelle erschossen worden. Auch der slowakische Gefangene Rudolf Vrba berichtete später über die Ankunft des Zuges: Zwischen den Kranken seien die jungen Pflegerinnen herumgelaufen, die Mühe gehabt hätten, sich vor Erschöpfung auf den Beinen zu halten, und sich dennoch tröstend um die Patienten gekümmert hätten.
Die übrigen Menschen wurden sofort in die Gaskammern geschickt. Es gibt (unbestätigte) Berichte, wonach einige in eine Grube geworfen, bei lebendigem Leibe mit Benzin übergossen und angezündet worden seien. Ärzte und Pfleger wurden in das Lager in eine Quarantänebaracke gebracht. Alle wurden später ermordet. Die rund 300 in Apeldoorn zurückgebliebenen Mitarbeiter und die Juden aus Apeldoorn selbst wurden nach Westerbork deportiert. Sie sollen singend im Lager eingetroffen sein, was einen der dortigen Gefangenen an die Menschen während der Französischen Revolution erinnerte, die singend zur Guillotine gefahren worden seien. Nur etwa zehn von ihnen überlebten das Kriegsende.
Der Leiter der Einrichtung, Jacques Lobstein, musste die Räumung hilflos mit ansehen. Von einem SS-Mann wurde er mit einem Gürtel ins Gesicht geschlagen. Er selbst wurde am 1. Februar nach Westerbork gebracht und von dort in das KZ Bergen-Belsen. Als Insassen des „Verlorenen Zugs“ starben er und seine Frau Alegonda April/Mai 1945 im brandenburgischen Tröbitz, ebenso Leo de Wolff vom Amsterdamer Judenrat. Lobsteins Kollege Jonas Mendels (1909–1944) starb im Januar 1944 in Auschwitz.
Der „tief geschockte“ Arie Audier fertigte einen Bericht über die „Grausamkeiten“ in Apeldoorn an und schickte diesen an den Staatssekretär für innere Angelegenheiten, Karel Johannes Frederiks. Dieser beschwerte sich beim Generalkommissar für Verwaltung und Justiz, Friedrich Wimmer, allerdings nicht über die Deportation an sich, sondern über die brutale Vorgehensweise, die „unzweifelhaft in breiten Kreisen der Bevölkerung tiefe Rührung und tiefen Ärger erregen [wird], zumal das mit etwas gutem Willen zu vermeiden gewesen wäre“. Untergrundzeitungen wie De Waarheid und Vrij Nederland berichteten über die Geschehnisse in Apeldoorn. So stand in Vrij Nederland zu lesen, dass viele Patienten schon gestorben seien, bevor der Zug die Grenze zu Deutschland erreicht hatte.
Nach der Räumung wurde der Klinikkomplex in weniger als einer Stunde von den SS-Leuten geplündert. Da die Gebäude künftig anderweitig genutzt werden sollten, wurden anschließend 200 Männer des OD zum Aufräumen aus Westerbork geholt, die jedoch ebenfalls die noch vorhandene Ausstattung stahlen oder sinnlos zerstörten. Der Schaden am Inventar wurde nach dem Krieg auf 675.000 Gulden veranschlagt. Ein Mitglied dieser „Fliegenden Kolonne“ schrieb in sein Tagebuch: „Alle sind komplett verrückt geworden. Menschen, die normalerweise nichts nehmen, was ihnen nicht gehört, stopfen alles in ihre Taschen.“ Die Ordedienst-Leute erfuhren von den Vorfällen des Vortages, und der Tagebuchschreiber notierte: „Ein Marechaussee erzählte mir heute von der Nacht der Grausamkeiten. Ich kann das hier nicht wiedergeben. Man kann es doch kaum glauben.“
In den folgenden Monaten wurden alle jüdischen Waisenhäuser, Kliniken, Sanatorien und Seniorenheime in den Niederlanden „geräumt“ und die dort lebenden Menschen nach Westerbork und von dort aus weiter in Vernichtungslager deportiert, ganz gleich, „wie krank oder alt die Patienten […] oder wie jung die Kinder waren“.

### Hinrichtung von Widerständlern

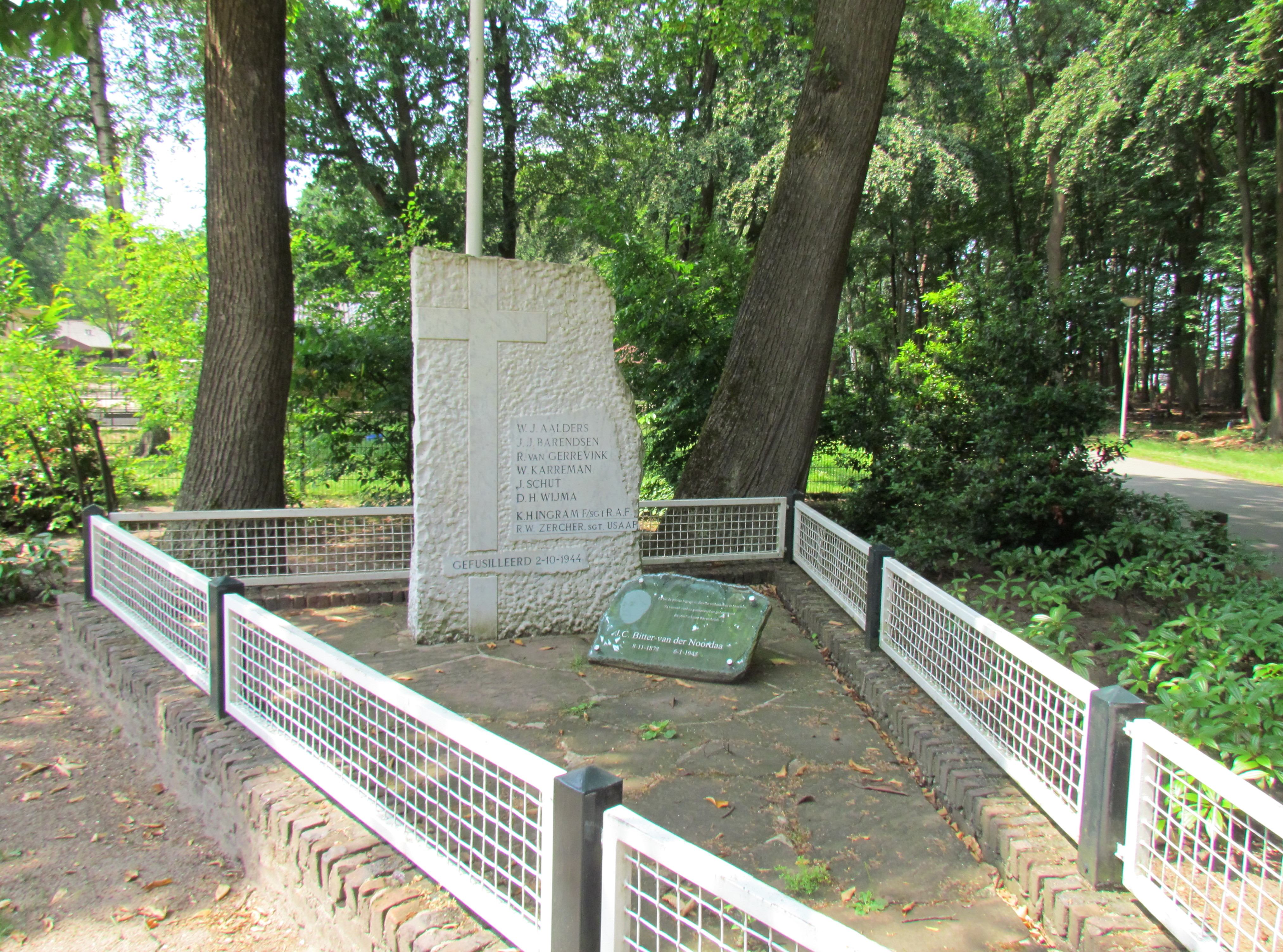
Denkmal für Mitglieder der Gruppe Narda und zwei mit ihnen hingerichtete alliierte Piloten (2018)

Am 2. Oktober 1944 wurden auf dem Gelände acht Männer von den Deutschen exekutiert: Sechs von ihnen gehörten der Widerstandsgruppe Vrije groep Narda an, die untergetauchte Menschen und alliierte Soldaten versteckt hatte und von einem Mitglied an die Deutschen verraten worden war. Zwei weitere Opfer waren alliierte Piloten. Die junge Leiterin der Gruppe, Narda van Terwisga (1919–1997), und eine weitere Frau, Juliana Bitter, wurden deportiert. Bitter starb am 6. Januar 1945 in Ravensbrück, Narda van Terwisga überlebte das Kriegsende. Sie wurde psychisch krank und litt bis an ihr Lebensende an den Folgen der Lagerhaft. Sie starb 1997 in Apeldoorn.

### Das Gelände nach dem Krieg
Die Gebäude von Het Apeldoornsche Bosch wurden nach dem Krieg von den kanadischen Streitkräften genutzt, die einen großen Anteil an der Befreiung der nördlichen Niederlande gehabt hatten. 1946 wurde das Paedagogium Achisomog von Philip Fuldauer wiedereröffnet. 1966 ging es im Sinai Centrum in Amersfoort auf. 1947 und 1948 diente das Klinikgebäude als Auffanglager für 500 verwaiste jüdische Kinder aus Rumänien. Zu dieser Zeit war die Einrichtung als Kibbuz konzipiert, Ilianiah genannt, in dem Hebräisch gesprochen wurde. Nach der Gründung des Staates Israel im Mai 1948 wurden die Kinder dorthin überführt.
Da das Gelände von Het Apeldoornsche Bosch zu groß für die restliche jüdische Bevölkerung in den Niederlanden war, wurde es verkauft und als christliches Zentrum für Menschen mit geistiger Behinderung unter dem Namen Groot Schuylenburg wieder eröffnet.

## Überlebende
Der in Het Apeldoornsche Bosch tätige Psychiater Nico Speijer wurde 1945 gemeinsam mit seiner Frau Renée aus Westerbork befreit. Er trat 1947 als Zeuge im Prozess gegen Ferdinand aus der Fünten auf. Die Darstellung der Geschehnisse bei der Räumung beruht auch auf seinen Schilderungen. Von 1965 bis 1973 war er Professor an der Universität Leiden und beschäftigte sich über viele Jahre mit Suizidologie. Es sorgte in den Niederlanden für Aufsehen, als er und seine Frau 1981 gemeinsam Suizid begingen – Nico Speijer litt an Darmkrebs. Einer seiner Kollegen äußerte die Vermutung, seine Frau sei mit ihm in den Tod gegangen, weil die Bindung zwischen den Eheleuten durch die gemeinsamen Kriegs- und Lagererlebnisse besonders eng gewesen sei.
Arie Querido (1901–1983), Sohn des Verlegers Emanuel Querido, überlebte, weil er mit einer Nichtjüdin verheiratet und daher nicht deportiert worden war. Er war ab 1949 Direktor des Amsterdamer Gesundheitsamtes, ab 1952 Professor für Sozialmedizin an der Universiteit van Amsterdam. Er veröffentlichte zahlreiche Bücher und gründete die Querido-Stiftung (heute HvO Querido) zur Betreuung von psychisch kranken Menschen. Von 1958 bis 1971 war er Parlamentsabgeordneter der Ersten Kammer.
Wegen seiner Mitgliedschaft in der NSB saß Arie Audier (1903–1973) vom 18. April bis 2. August 1945 in Haft und stand anschließend bis 22. Januar 1946 unter Hausarrest. Er wurde nicht, wie in ähnlichen Fällen üblich, seiner Bürgerrechte für verlustig erklärt. Später wurde er Leiter der Krebsforschung an der Universität Leiden, wo er sich unter anderem mit der Krebstherapie des umstrittenen Arztes Josef Issels beschäftigte.
Anfang April 2020 starb der 98-jährige Sal van Son als letzter überlebender Mitarbeiter von Het Apeldoornsche Bosch. Er war als Hausknecht in der Klinik tätig. Kurz vor dem Abtransport der Patienten war er von seinem Vater aufgefordert worden, die Klinik zu verlassen, weil dieser von dem Zug im Bahnhof erfahren hatte. Sal van Son folgte dieser Aufforderung nur ungern, da er das Gefühl hatte, die anderen Menschen im Stich zu lassen. Anschließend tauchte er zwei Jahre unter und überlebte das Kriegsende. Viele Mitglieder seiner Familie wurden ermordet. Bis ins hohe Alter gab Sal van Son als Zeitzeuge Auskunft. Seine Berichte werden im Coda, dem Apeldoorner Kulturhaus, aufbewahrt.

## Täter

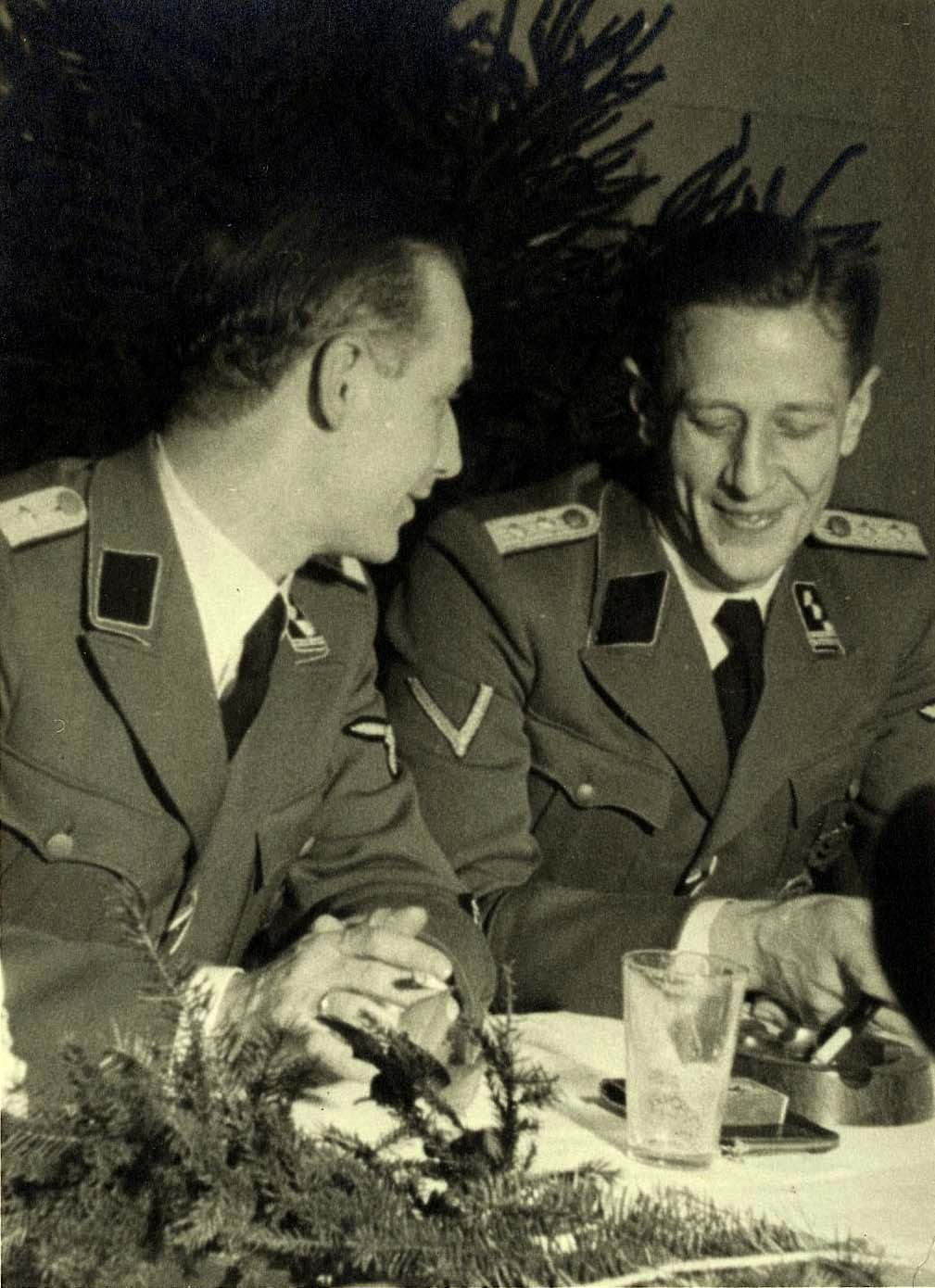
Gemmeker (links) und aus der Fünten, Aufnahme von Rudolf Breslauer (1942)

Hanns Albin Rauter wurde 1949 wegen Kriegsverbrechen in den Niederlanden hingerichtet, Arthur Seyß-Inquart 1946 in Nürnberg, Adolf Eichmann 1962 in Israel. Auch Ferdinand aus der Fünten wurde in den Niederlanden zum Tode verurteilt, was später in eine lebenslängliche Freiheitsstrafe umgewandelt wurde. Er saß als einer der Vier von Breda bis 1989 ein und starb kurz nach seiner Entlassung.
Wilhelm Harster (1904–1991) wurde 1949 in den Niederlanden zu zwölf Jahren Haft verurteilt, nach Verbüßung der Hälfte der Strafe entlassen und nach Deutschland abgeschoben. Harster hatte geleugnet, gewusst zu haben, dass die Juden deportiert wurden, um getötet zu werden. Nach seiner Entlassung wurde Harster in Bayern als Beamter eingestellt und erreichte den Rang eines Oberregierungsrates. 1968 wurde er in München ein weiteres Mal, gemeinsam mit Wilhelm Zoepf (1908–1980) und Gertrud Slottke (1902–1971), Zoepfs ehemaliger Sekretärin, angeklagt und zu einer 15-jährigen Freiheitsstrafe verurteilt, kam jedoch nach zwei Jahren wieder auf freien Fuß, da die bereits in den Niederlanden verbüßte Haft angerechnet wurde. Im Laufe der Ermittlungen zu diesem Prozess gestand er ein, dass ihm bewusst gewesen sei, dass die Deportationen „für die Juden eine Fahrt in den Tod bedeuteten“. Zoepf wurde zu neun Jahren, Slottke zu fünf Jahren verurteilt. Ein Mitarbeiter des Rijksinstituut voor Oorlogsdocumentatie (RIOD) vertrat die Meinung, dass Harster in den Niederlanden zum Tode verurteilt worden wäre, wenn 1949 alle Fakten bekannt gewesen wären.
Albert Konrad Gemmeker (1907–1982) wurde in den Niederlanden zu zehn Jahren Haft verurteilt und nach zwei Jahren freigelassen.

## Gedenken
Auf dem heutigen Gelände der Groot Schuylenburg  gibt es zwölf Gedenkorte, und seit 2009 erinnern Straßennamen in der Umgebung wie Lobsteinlaan, Achisomoglaan oder Hannahlaan an die jüdischen Opfer aus der Klinik. Am 23. April 1990 wurde ein Denkmal des Bildhauers Ralph Prins zur Erinnerung an das Verbrechen im Apeldoornsche Bosch von Prinzessin Juliana im Prinsenpark an der Frisolaan in Apeldoorn enthüllt. Das Denkmal hat die Form einer gebogenen Gedenkmauer, mit einem gelben Judenstern in der Mitte, und trägt als Inschrift die Schlussverse des Gedichts Het Carillon (Das Glockenspiel) von Ida Gerhardt aus dem Kriegsjahr 1941. Es wird von zwei Tafeln mit den Namen und Lebensdaten der insgesamt 1276 Toten flankiert. Da es keine Listen der deportierten Menschen gab, konnten 1258 Namen nach langen Recherchen erst 2013 bekannt gegeben werden. Am 22. Januar 2014 wurde diese Tafel enthüllt, und im Juli 2017 wurden 18 weitere Namen hinzugefügt.